# Nagroda British Academy Games Awards za występ w grze
Nagroda British Academy Games Awards za występ w grze jest nagrodą przyznawaną corocznie przez BAFTA w uznaniu za najlepszy występ aktorski w grze komputerowej. Zgodnie z regułami spisanymi w przewodniku nagrody British Academy Games Awards, nagrodzona może zostać:
1. Osoba, która użyczyła swojego głosu postaci w grze
2. Osoba, której ruch został przechwycony technologią motion capture na potrzeby gry.

Pierwsza taka nagroda została przyznana w czasie 8. ceremonii wręczenia nagród British Academy Games Awards, w 2012 roku. Otrzymał ją Mark Hamill za rolę Jokera w grze Batman: Arkham City.

## Zwycięzcy i nominowani
|  | Zwycięstwo |
|  | Nominacja  |

| Ceremonia  | Imię i nazwisko   | Wizerunek | Gra                            | Rola                        | Przyp. |
| ---------- | ----------------- | --------- | ------------------------------ | --------------------------- | ------ |
| 2011 (8.)  | Mark Hamill       |           | Batman: Arkham City            | Joker                       | [ 2 ]  |
| 2011 (8.)  | Stephen Fry       |           | LittleBigPlanet 2              | Narrator                    | [ 2 ]  |
| 2011 (8.)  | Togo Igawa        |           | Total War: Shogun 2            | dyplomata, doradca, generał | [ 2 ]  |
| 2011 (8.)  | Stephen Merchant  |           | Portal 2                       | Wheatley                    | [ 2 ]  |
| 2011 (8.)  | Nolan North       |           | Uncharted 3: Oszustwo Drake’a  | Nathan Drake                | [ 2 ]  |
| 2011 (8.)  | Aaron Staton      |           | L.A. Noire                     | Cole Phelps                 | [ 2 ]  |
| 2012 (9.)  | Danny Wallace     |           | Thomas Was Alone               | Narrator                    | [ 3 ]  |
| 2012 (9.)  | Nigel Carrington  |           | Dear Esther                    | Narrator                    | [ 3 ]  |
| 2012 (9.)  | Dave Fennoy       |           | The Walking Dead               | Lee Everett                 | [ 3 ]  |
| 2012 (9.)  | Adrian Hough      |           | Assassin’s Creed III           | Haytham                     | [ 3 ]  |
| 2012 (9.)  | Melissa Hutchison |           | The Walking Dead               | Clementine                  | [ 3 ]  |
| 2012 (9.)  | Nolan North       |           | Uncharted: Złota Otchłań       | Nathan Drake                | [ 3 ]  |
| 2013 (10.) | Ashley Johnson    |           | The Last of Us                 | Ellie                       | [ 4 ]  |
| 2013 (10.) | Troy Baker        |           | The Last of Us                 | Jodel                       | [ 4 ]  |
| 2013 (10.) | Kevan Brighting   |           | The Stanley Parable            | Narrator                    | [ 4 ]  |
| 2013 (10.) | Courtnee Draper   |           | BioShock Infinite              | Elizabeth                   | [ 4 ]  |
| 2013 (10.) | Steven Ogg        |           | Grand Theft Auto V             | Trevor Phillips             | [ 4 ]  |
| 2013 (10.) | Ellen Page        |           | Beyond: Dwie dusze             | Jodie                       | [ 4 ]  |
| 2014 (11.) | Ashley Johnson    |           | The Last of Us: Left Behind    | Ellie                       | [ 5 ]  |
| 2014 (11.) | Troy Baker        |           | Far Cry 4                      | Pagan Min                   | [ 5 ]  |
| 2014 (11.) | Logan Cunningham  |           | Transistor                     | Transistor                  | [ 5 ]  |
| 2014 (11.) | Adam Harrington   |           | The Wolf Among Us              | Bigby Wolf                  | [ 5 ]  |
| 2014 (11.) | Melissa Hutchison |           | The Walking Dead: Season Two   | Clementine                  | [ 5 ]  |
| 2014 (11.) | Kevin Spacey      |           | Call of Duty: Advanced Warfare | Jonathan Irons              | [ 5 ]  |

## Wielokrotni zwycięzcy i nominowani
Trzy osoby zostały nominowane dwukrotnie:
- Ashley Johnson za rolę Ellie w The Last of Us oraz w The Last of Us: Left Behind - obie nominacje zwycięskie
- Nolan North za rolę Nathana Drake’a w Uncharted 3: Oszustwo Drake’a i Uincharted: Złota Otchłań
- Troy Baker za rolę Jodela w The Last of Us i rolę Pagan Mina w Far Cry 4

Ashley Johnson jest jedyną osobą, która wygrała nagrodę dwa razy.